# اجیوی تریمیتیاس
اجیوی تریمیتیاس (به لاتین: Agioi Trimithias) یک روستا در قبرس است که در ناحیه نیکوزیا واقع شده‌است.

## خصوصیات
اجیوی تریمیتیاس  ۱٬۵۲۹ نفر جمعیت دارد.